# أرنو جاكوبس
أرنو جاكوبس (13 مارس 1977 - ) (بالإنجليزية: Arno Jacobs)‏ هو لاعب كريكت جنوب أفريقي.

## وصلات خارجية
- أرنو جاكوبس على موقع إي آس بي آن كريك إنفو (الإنجليزية)